# Said Al Muzayin

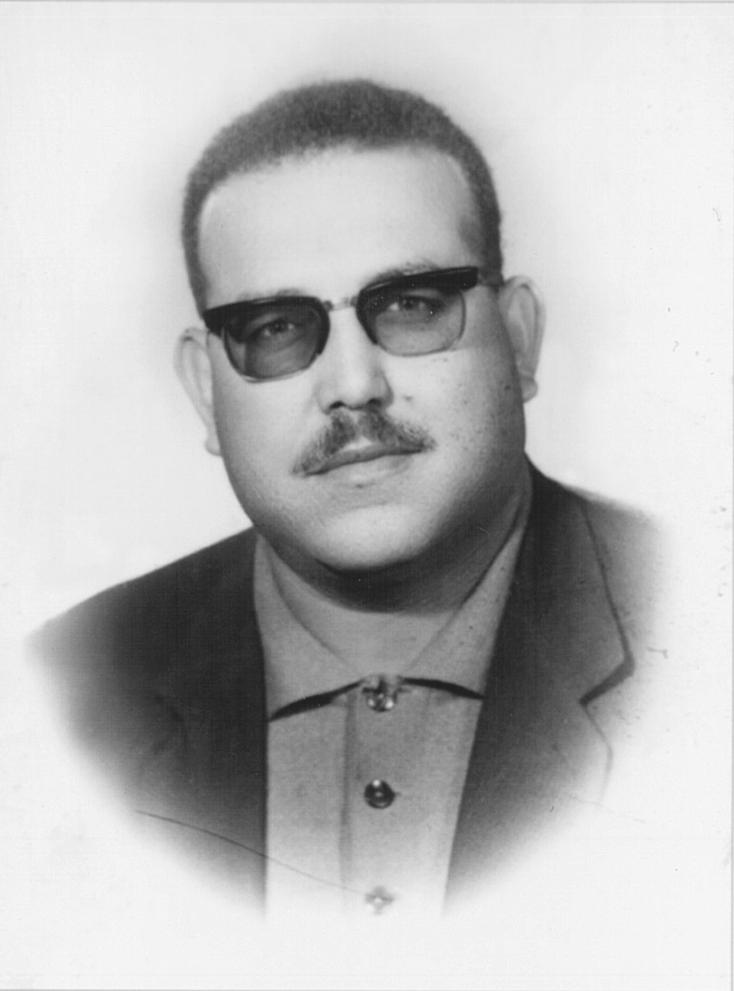
Said Al Muzayin

Said Al Muzayin (arabisch سعيد المزين, DMG Saʿīd al-Muzayyin; * 1935 in Aschdod, Völkerbundsmandat für Palästina; † 29. März 1991 in Riad) war ein palästinensischer Dichter, der die palästinensische Hymne verfasste.

## Leben
Nach der Nakba ging Said Al Muzayin in den Gazastreifen, wo er Geschichte lehrte und 1957 einen Vertrag mit Saudi-Arabien unterzeichnete,  dort zu unterrichten. 1959 ging er nach Damaskus, um bei der palästinensischen Befreiungsorganisation zu arbeiten.
Von 1973 bis 1978 war er Vertreter der Fatah in Saudi-Arabien.
| Personendaten    | Personendaten                            |
| ---------------- | ---------------------------------------- |
| NAME             | Muzayin, Said Al                         |
| KURZBESCHREIBUNG | palästinensischer Dichter                |
| GEBURTSDATUM     | 1935                                     |
| GEBURTSORT       | Aschdod, Völkerbundsmandat für Palästina |
| STERBEDATUM      | 29. März 1991                            |
| STERBEORT        | Riad                                     |